# Immundisolibacterales
Ordre
Les Immundisolibacterales sont un ordre de bacilles à Gram négatif de la classe des Gammaproteobacteria. Son nom provient du genre Immundisolibacter qui est le genre type de cet ordre.
En 2022 d'après la LPSN (8 novembre 2022), cet ordre ne comporte qu'une seule famille, les Immundisolibacteraceae.